# Rio Arthur

O rio Arthur é um rio de Fiordland, na Nova Zelândia. Ele segue para o fiorde Milford Sound, e a secção final do Milford Track desagua nele.